# Okropności wojny

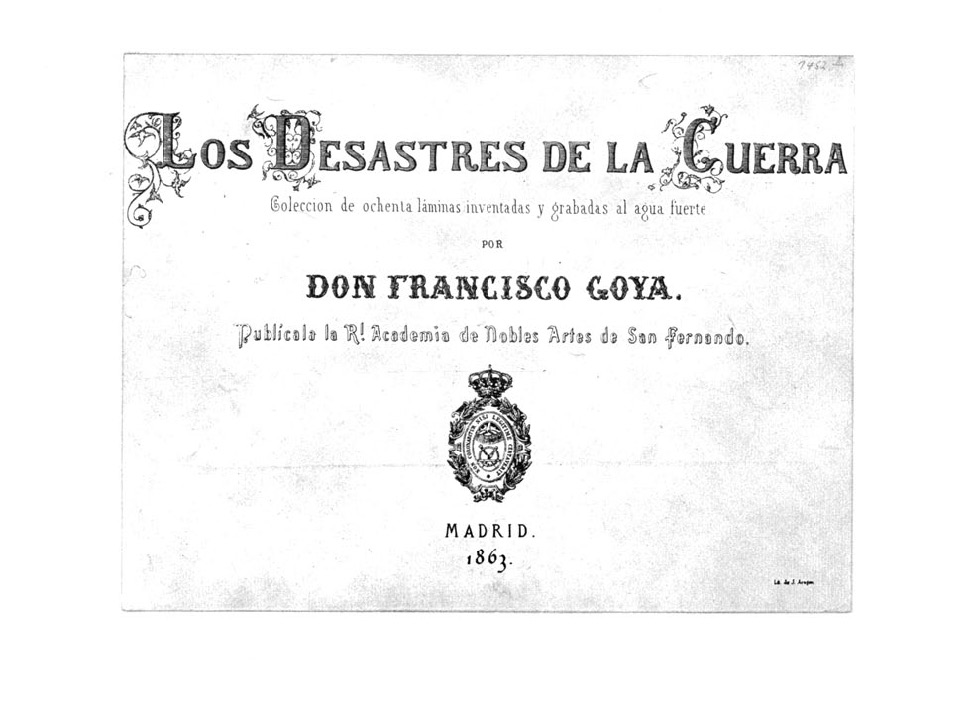
Okładka pierwszego wydania Okropności wojny z 1863 roku

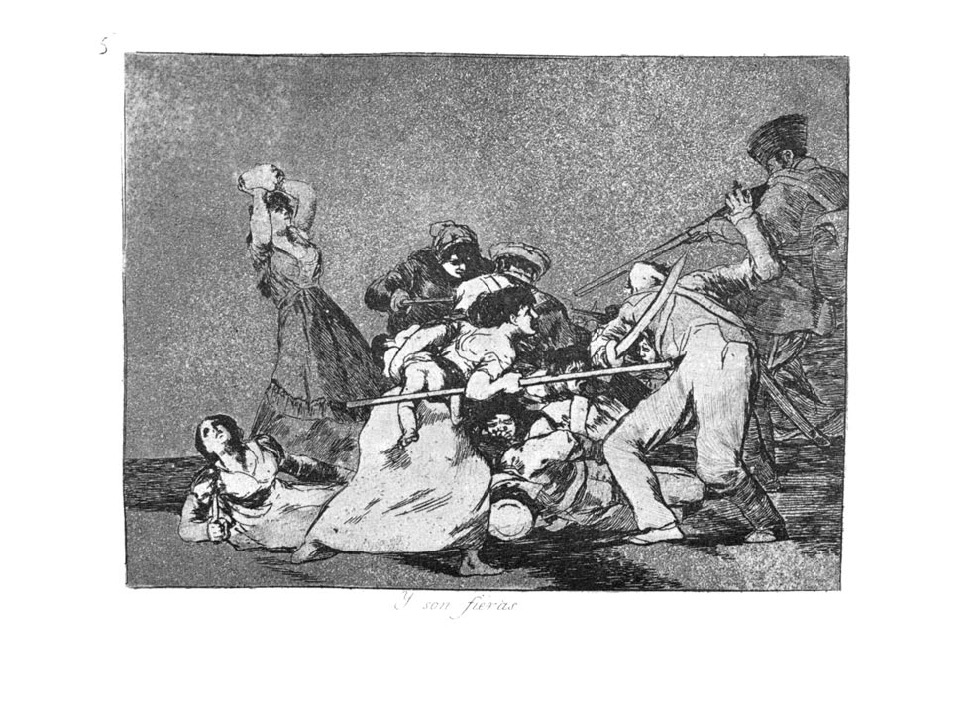
Grafika nr 5 I są jak dzikie bestie

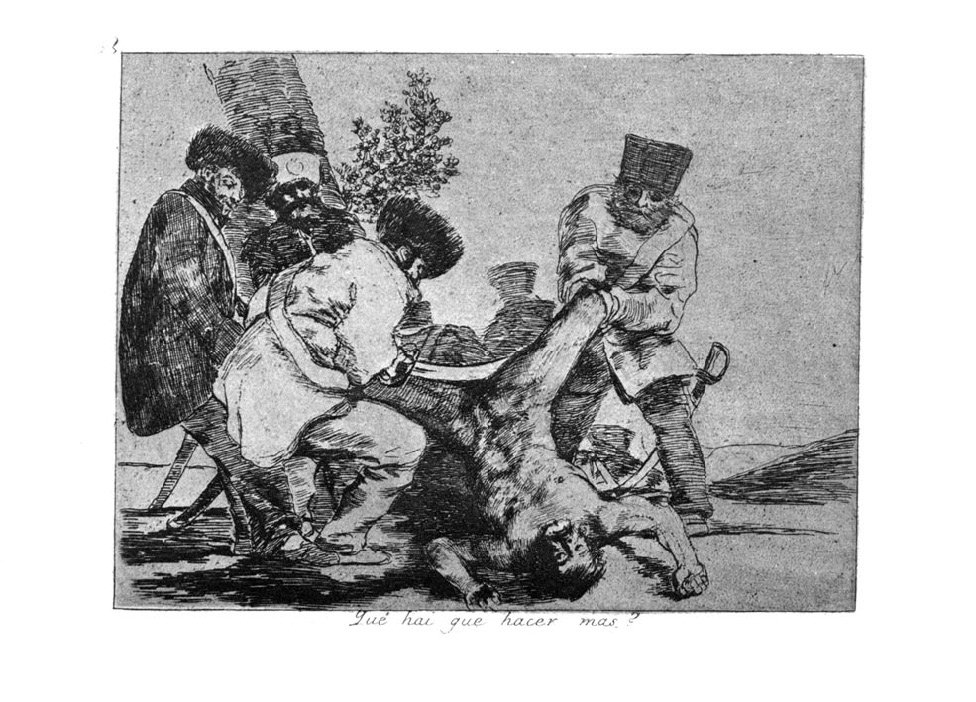
Grafika nr 33 Czy można zrobić więcej?

Okropności wojny (hiszp. Los Desastres de la Guerra) – cykl 82 rycin wykonanych przez hiszpańskiego malarza i rytownika Francisca Goyę w latach 1810–1815. Grafiki powstały pod wpływem doświadczeń hiszpańskiej wojny niepodległościowej toczonej przeciwko Francuzom, która znacząco wpłynęła na twórczość Goi. Tytuł Okropności wojny, pod którym seria jest znana nie został nadany przez samego artystę. Oryginalny tytuł był dłuższy i brzmiał Fatalne skutki krwawej wojny z Napoleonem w Hiszpanii. I inne dosadne kaprysy (hiszp. Fatales consequencias de la sangrienta guerra en España con Buonaparte, Y otros caprichos enfáticos). Został ręcznie napisany przez Goyę na albumie próbek przeznaczonym dla jego przyjaciela.
Historycy sztuki wyróżniają w tej serii rycin trzy grupy tematyczne – wojnę, głód oraz alegorie polityczne i kulturowe. Goya przywołuje zarówno obrazy wojennego pokłosia, jak i wielkiego głodu panującego w Madrycie w końcowej fazie konfliktu. Odwołuje się także do monarchii absolutnej Ferdynanda VII. Krytyka socjo-polityczna jest często przedstawiona poprzez personifikację zwierząt.
Niewiele rycin zostało opatrzonych datą, ale większość została sygnowana i podwójnie numerowana przez samego malarza. W lewym dolnym rogu numeracja jest niekompletna, prawdopodobnie jest to pierwotny porządek wskazujący na kolejność powstawania rycin. W lewym górnym rogu znajdują się numery od 1 do 80, nadane prawdopodobnie po zakończeniu pracy nad całą serią. W większości kolejność została zachowana, są jednak wyjątki, np. rycina nr 1 powstała jako ostatnia, już po zakończeniu wojny.
Za życia Goi wydrukowano jedynie 2 serie rycin (próbek nieprzeznaczonych na sprzedaż), jedną z nich otrzymał od malarza jego przyjaciel krytyk sztuki Juan Agustín Ceán Bermúdez. Oficjalnie wydano je w 1863 roku z inicjatywy Królewskiej Akademii Sztuk Pięknych św. Ferdynanda w Madrycie. Kolejne edycje miały miejsce w latach 1892, 1903 i 1906.
Grafiki zostały wykonane głównie techniką akwaforty, akwatinty i miedziorytu z niewielką pomocą suchej igły i skrobaka. W przeciwieństwie do poprzedniej serii grafik – Kaprysów, Goya częściej stosował akwatintę, prawdopodobnie z braku materiałów trudno dostępnych w czasie wojny.

## Okoliczności powstania
Badania nad techniką, użytymi materiałami i kontekstem historyczno-artystycznym wskazują okres powstania Okropności wojny na lata 1810–1815. Goya wkroczył wtedy w szóstą dekadę życia, był znanym i cenionym malarzem związanym z królewskim dworem. Jednocześnie dotkliwie odczuwał konsekwencje przebytych wcześniej ciężkich chorób, które pozostawiły go niemal całkowicie głuchym.
Na początku października 1808, na prośbę generała Palafoxa, udał się w podróż do rodzinnej Saragossy. Miał za zadanie zilustrować wydarzenia związane z niedawnym oblężeniem miasta. Podczas tej podróży był świadkiem wielu wojennych działań i ich skutków. To doświadczenie znalazło swoje odzwierciedlenie na obrazach Wyrób prochu i Wyrób kul w Sierra da Tardienta powstałych w tym samym czasie co Okropności wojny.
Od października 1808 roku Goya zaczął pracę na szkicami przygotowawczymi (w większości należą do zbiorów Prado), a w 1810 powstały pierwsze ryciny. Szkice niewiele różnią się od docelowych rycin; Goya poprawił kompozycję i zrezygnował z niektórych elementów anegdotycznych nadając im bardziej uniwersalny charakter. Odrzucił także konwencjonalny koncept heroicznej śmierci.
W miarę upływu czasu Goya doświadczał coraz większego niedostatku podstawowych materiałów takich jak papier dobrej jakości czy miedziane płytki. Ta sytuacja zmusiła go do zniszczenia oryginalnych matryc przedstawiających dwa pejzaże, z których powstało jedynie kilka odbitek. Zostały przecięte na pół i posłużyły do wykonania rycin z serii Okropności wojny. Papier oraz płytki użyte do wykonania rycin tej serii są bardzo słabej jakości, w porównaniu do tych użytych do Tauromachii czy Szaleństw. Według Jesusy Vegi jest to dowód na to, że praca nad tą serią została ukończona w 1815 roku, kiedy dobre jakościowo materiały były dla Goi trudno dostępne. Po części ze względu na brak materiałów rozmiar i kształt rycin jest zróżnicowany od najmniejszych mierzących 14,3 × 16,6 cm (rycina nr 14, Ciężki jest ten krok!) do największych o wymiarach 16,0 × 25,5 cm (rycina nr 24, Mogą się jeszcze przydać).
Goya wykonał 56 rycin w czasie wojny na półwyspie iberyjskim, są one uważane za naoczne świadectwa. Liczne ryciny z drugiej grupy i cała ostatnia grupa (w tym rycina nr 1) powstały najprawdopodobniej już po zakończeniu wojny, kiedy materiały grawerskie znów były dostępne. Tytuły niektórych rycin wskazują na obecność Goi jako świadka przedstawionych scen, m.in. Ja to widziałem (nr 44) i Nie można na to patrzeć (nr 26). Nie wiadomo jak wiele rycin z tej serii odzwierciedla osobiste obserwacje i doświadczenia Goi. Uważa się, że widział na własne oczy wiele scen przedstawionych w pierwszej i drugiej grupie, a niektóre z nich znał z relacji świadków. Goya używał szkicownika, który zabierał ze sobą odwiedzając miejsca walk. W swojej pracowni przenosił szkice na miedziane płytki. Wszystkie rysunki powstały na takim samym papierze, a miedziane płytki są jednakowe.
Dokładnie nie wiadomo jakie były intencje Goi, kiedy zdecydował się na tak drastyczne przedstawienie skutków wojny. Historycy uważają, że ta seria rycin stanowi wyraz sprzeciwu wobec przemocy Powstania Dos de Mayo z 1808 roku, wojny toczonej przeciwko Francji w latach 1808–1814 oraz prześladowań liberałów wynikających z restauracji hiszpańskiej monarchii w 1814 roku. W czasie konfliktu z Napoleonem Goya zachował stanowisko nadwornego malarza (ale nie pobierał pensji) pracując zarówno dla hiszpańskich, jak i francuskich zwierzchników. Doświadczenia wojny głęboko wpłynęły na jego osobę i twórczość, jednak poza tytułami poszczególnych rycin nie zachował się żaden komentarz Goi do tej serii.
Serię opublikowano po raz pierwszy dopiero w 1863 roku, 35 lat po śmierci malarza. Prawdopodobnie dopiero wtedy publikacja dzieł krytykujących zarówno hiszpańską, jak i francuską monarchię była politycznie bezpieczna. W sumie wydrukowano około 1000 odbitek, jednak te późniejsze były gorszej jakości.
W 1873 roku hiszpański pisarz Antonio de Trueba opublikował rzekome wspomnienia ogrodnika Goi o imieniu Isidro dotyczące okoliczności powstania serii rycin. De Trueba podaje, że rozmawiał z ogrodnikiem w 1836 roku. Isidro miał przypomnieć sobie, że 1808 roku towarzyszył Goi w wyprawie na miejsce egzekucji na wzgórzu Príncipe Pío, gdzie malarz szkicował rozstrzelane ofiary. Znawcy Goi podchodzą sceptycznie do tej wersji wydarzeń, zwłaszcza Nigel Glendinning, który uważał je za rodzaj „romantycznej fantazji” na temat życia artysty.

## Tło historyczne

Na obrazie Rozstrzeliwanie powstańców madryckich – Goya uhonorował hiszpański opór wobec okupującej kraj armii Napoleona

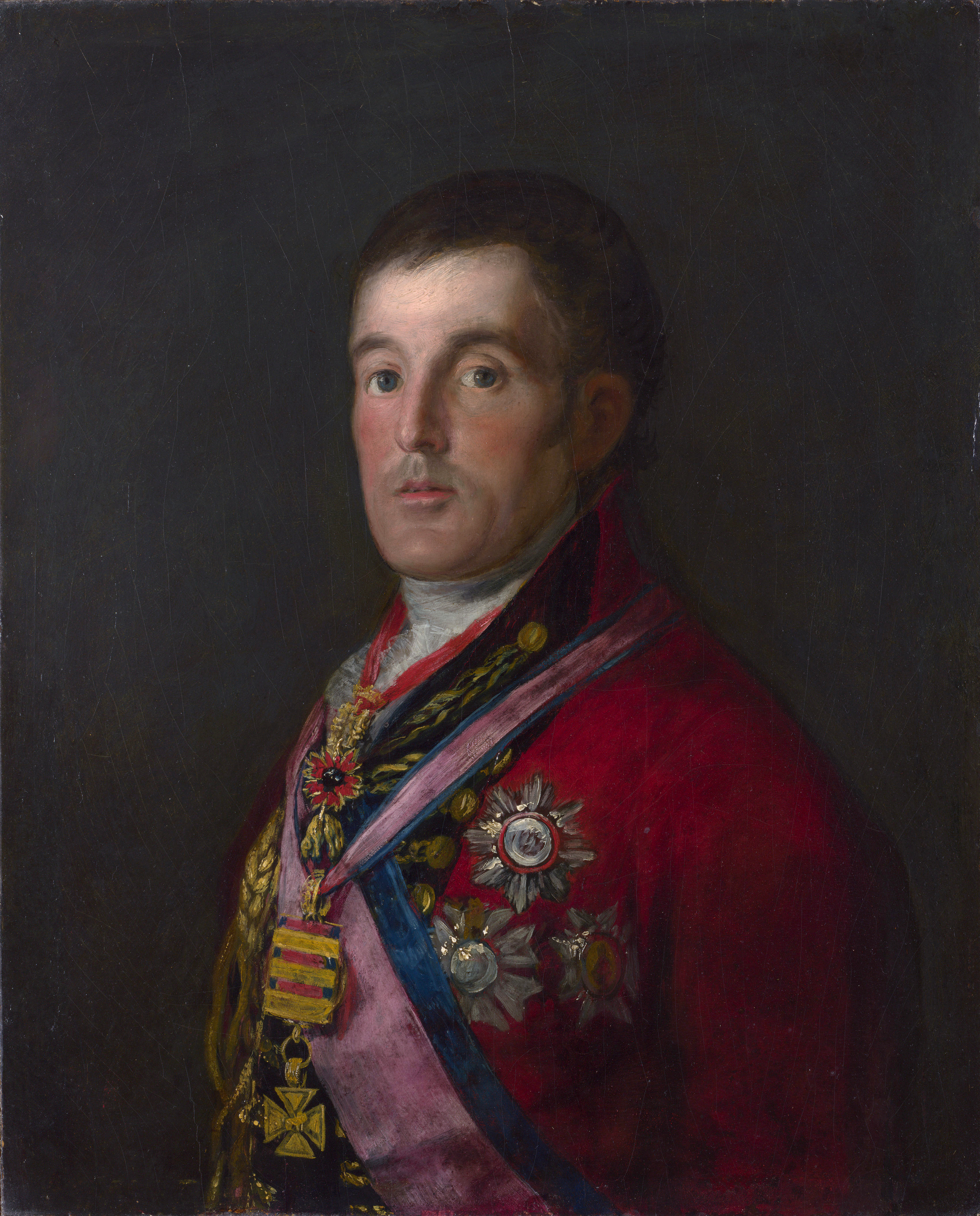
Francisco Goya, Portret księcia Wellingtona, 1812–14. Brytyjczycy jako sojusznicy Hiszpanii również prowadzili wojnę z Napoleonem. Ich dowódcą był książę Wellington, którego portret namalował Goya

W kluczowym dla powstania tej serii rycin 1808 roku europejska scena polityczna była zdominowana przez militarne podboje Napoleona Bonapartego. Ponieważ Hiszpania kontrolowała dostęp do Morza Śródziemnego, stała się strategicznym celem dla Francji. Panujący w Hiszpanii Karol IV był na arenie międzynarodowej postrzegany jako nieudolny władca, a jego pozycja była zagrożona przez probrytyjskiego następcę, księcia Ferdynanda. Napoleon wykorzystał naiwność Karola i zaproponował wspólny podbój i rozbiór terytorium Portugalii pomiędzy Francją i Hiszpanią. Sprawujący faktyczną władzę w Hiszpanii pierwszy minister Manuel Godoy miał w konsekwencji otrzymać tytuł księcia Algarve. Skuszony ofertą Napoleona, Godoy nie odczytał jego prawdziwych intencji. Zarówno cesarz, jak i książę Ferdynand planowali użyć inwazji na Portugalię jako przykrywki, podczas gdy prawdziwym celem było wprowadzenie wojsk francuskich na teren Hiszpanii i przejęcie władzy w kraju.
Pod pozorem wzmocnienia hiszpańskiej armii 23 000 francuskich żołnierzy wkroczyło do Hiszpanii w listopadzie 1807 roku. Nawet kiedy ich prawdziwe intencje stały się jasne w lutym następnego roku, francuskie wojska nie spotkały się z większym oporem. W 1808 roku miał miejsce bunt w Aranjuez zapoczątkowany przez sprzymierzeńców księcia Ferdynanda. Manuel Godoy został pojmany, a Karol IV zmuszony do abdykacji na rzecz syna. Książę wstąpił na tron jako Ferdynand VII 19 marca 1808. Ferdynand liczył na protekcję Napoleona, ten jednak postanowił osadzić na hiszpańskim tronie swojego brata Józefa. Pod pretekstem mediacji Napoleon wezwał Karola i Ferdynanda do Bajonny we Francji, gdzie zmusił oboje do rezygnacji z pretensji do tronu na rzecz Józefa.
Podobnie jak inni hiszpańscy liberałowie Goya znalazł się w trudnej sytuacji w obliczu francuskiej inwazji. Początkowo wspierał ideały francuskiej rewolucji wierząc, że oświeceniowe idee uwolnią Hiszpanię od feudalizmu i zaszczepią w niej demokrację. W Hiszpanii toczyły się jednocześnie dwa konflikty: opór przeciwko francuskiej inwazji oraz walka pomiędzy liberałami oraz konserwatywną klasą rządzącą. Ten podział stał się bardziej wyraźny po ostatecznym wycofaniu się Francuzów.
Wielu z przyjaciół Goi takich jak poeci Juan Meléndez Valdés i Leandro Fernández de Moratín należało do tzw. afrancesados (sfrancuziałych) zwolenników (lub kolaborantów w oczach innych) Józefa Bonapartego. Goya utrzymał swoją pozycję nadwornego malarza, dla której przysięgał lojalność Józefowi.
Goya był świadkiem podporządkowania hiszpańskiej ludności przez francuskie wojsko, świadczy o tym komentarz do ryciny nr 44 Ja to widziałem. W latach okupacji malował portrety osobistości z różnych obozów politycznych w tym jeden alegoryczny portret Józefa Bonapartego w 1810 roku oraz Portret księcia Wellingtona (1812–14), oraz innych hiszpańskich i francuskich generałów. W międzyczasie pracował nad szkicami do Okropności wojny. Ostatnie ryciny są świadectwem rozczłonkowania Hiszpanii (hiszp. el desmembramiento d’España).

## Tematyka
Pod względem tematyki seria rycin dzieli się na trzy części:
- I część – grafiki 1–47 – koncentruje się na temacie wojny, okrucieństwie żołnierzy i sytuacji ludności cywilnej
- II część – grafiki 48–64 – przedstawia temat głodu inspirowany oblężeniem Saragossy z 1808 roku i wielkim głodem w Madrycie w latach 1811–1812
- III część – grafiki 65–82 – ryciny „dosadne”, krytyka polityczno-społeczna, nawiązanie do nadużyć monarchii absolutnej i kościoła

Na najstarszych rycinach z grupy o tematyce wojennej Goya wydaje się sympatyzować z obrońcami Hiszpanii. Ukazuje patriotów przeciwstawiających się potężnemu, anonimowemu najeźdźcy, który traktuje ich z największą okrutnością. Na późniejszych rycinach różnica pomiędzy Hiszpanami a ich wrogiem zaciera się. Trudno jest powiedzieć, do którego obozu należą przedstawione okaleczone ciała. Niektóre tytuły rycin wyraźnie kwestionują intencje obu stron, np. Słusznie czy niesłusznie?. Krytyk Philip Shaw uważa, że ta dwuznaczność jest obecna także w ostatniej grupie rycin, gdzie nie widać różnicy pomiędzy heroicznymi obrońcami ojczyzny, a barbarzyńskim stronnikami ancien régime.

### Wojna
Ryciny od 1 do 47 w większości stanowią realistyczne przedstawienia koszmaru wojny z Francuzami. Przedstawiają powojenne pokłosie, obraz po zakończonych walkach składający się ze spiętrzonych okaleczonych ciał. Zarówno hiszpańskie, jak i francuskie oddziały znęcały się nad pojmanymi przeciwnikami i stosowały tortury. Goya szczegółowo i realistycznie przedstawił na swoich rycinach barbarzyństwo żołnierzy. Przedstawił także śmierć ludności cywilnej, oraz kobiety jako ofiary napaści i gwałtów. Cywile często podążali za oddziałami na miejsce bitwy. Jeżeli ich strona wygrała, kobiety i dzieci przeszukiwały pole walki próbując odnaleźć swoich mężów, ojców czy synów. Jeżeli przegrali, rodziny uciekały w obawie przed śmiercią i gwałtem.
Pierwszą ryciną w grupie o tematyce wojennej jest Smutne przeczucie tego, co nastąpi, na której mężczyzna klęczy w ciemności z szeroko rozpartymi ramionami. Kolejne ryciny obrazują walkę z Francuzami. Ryciny od 31 do 39, koncentrujące się bestialstwie żołnierzy, powstały w tej samej partii co ryciny o tematyce głodu. Inne opierają się na rysunkach, które Goya tworzył w jednym ze swoich szkicowników. Znajdowały się w nim szkice, w których analizował temat groteskowego ciała i porównywał je z ikonografią torturowanych i męczeńskich postaci. Na wykonanym tuszem rysunku Nie można na to patrzeć analizował motyw poniżonego ciała, pełnego patosu i tragedii, podobnie jak wcześniej badał komiczny efekt podrzucanego manekina z projektu do tapiserii pt. Kukła (1791–92).
Goya odrzuca motyw pełnego godności wojennego heroizmu zrywając w ten sposób z obowiązującym kanonem hiszpańskiej sztuki. Nie skupia się na indywidualnych uczestnikach walk i sławnych patriotach – przedstawia anonimowe ofiary wojny. Wyjątkiem jest rycina nr 7 Co za odwaga!, która przedstawia Augustynę Aragońską (1786–1857), bohaterkę oblężenia Saragossy, w którym zginęło 54 000 hiszpańskich żołnierzy. Augustyna przynosiła jedzenie kanonierom w czasie oblężenia miasta, a kiedy broniący jednej z bram polegli, sama odpaliła armaty. Chociaż Goya nie mógł być świadkiem tej sceny, możliwe, że jego wizyta w rodzinnej Saragossie pomiędzy pierwszą i drugą fazą oblężenia mogła zainspirować tę rycinę, a nawet całą serię.

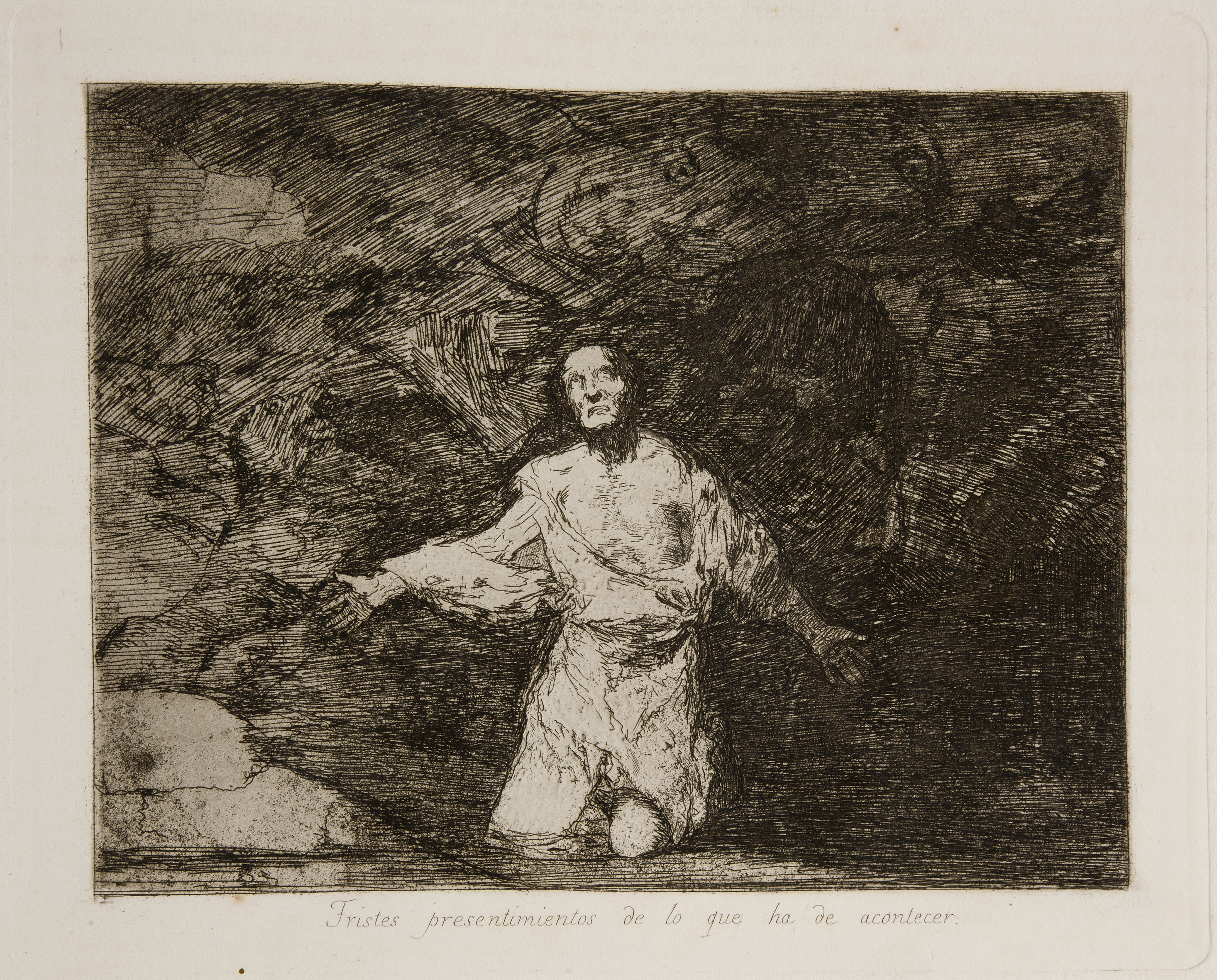
Smutne przeczucie tego, co nastąpi (Rycina nr 1)
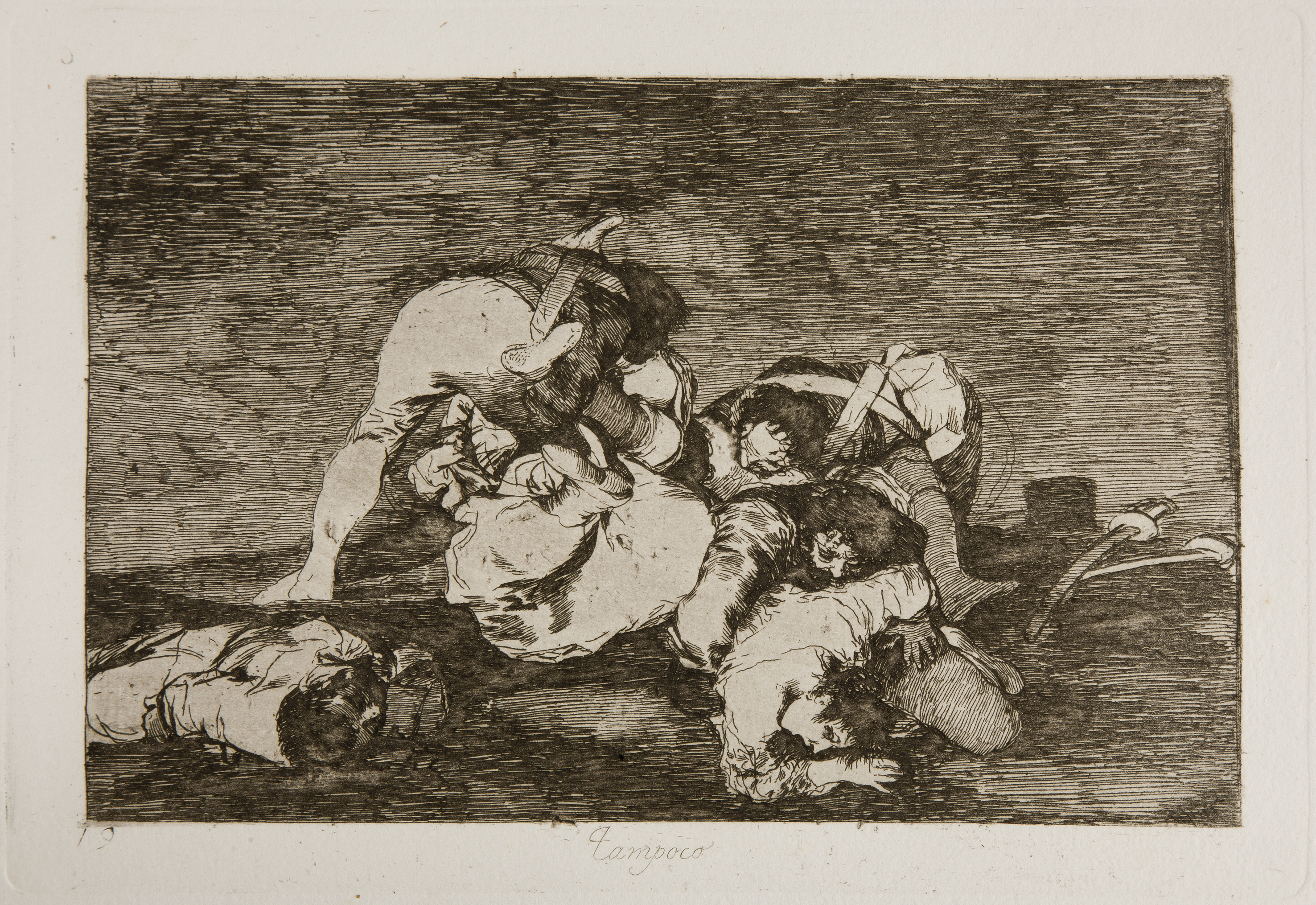
Też nie (Rycina nr 10) – trzech żołnierzy napadło na kobiety, które próbują stawiać opór. Obok leży martwe ciało.
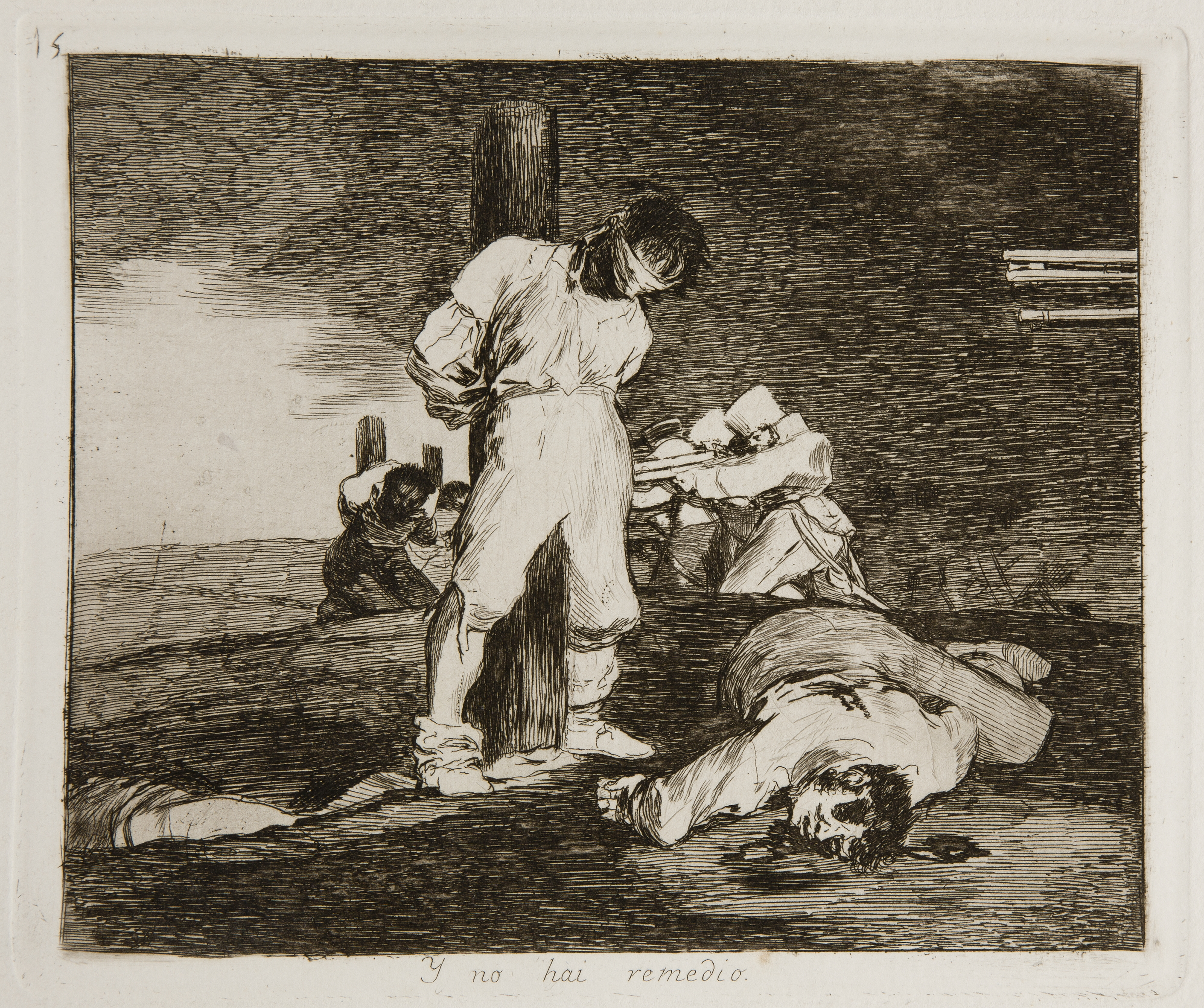
Nie ma rady (Rycina nr 15) – więzień z zasłoniętymi oczami jest przywiązany do pala, za chwilę pluton wykona na nim egzekucję.
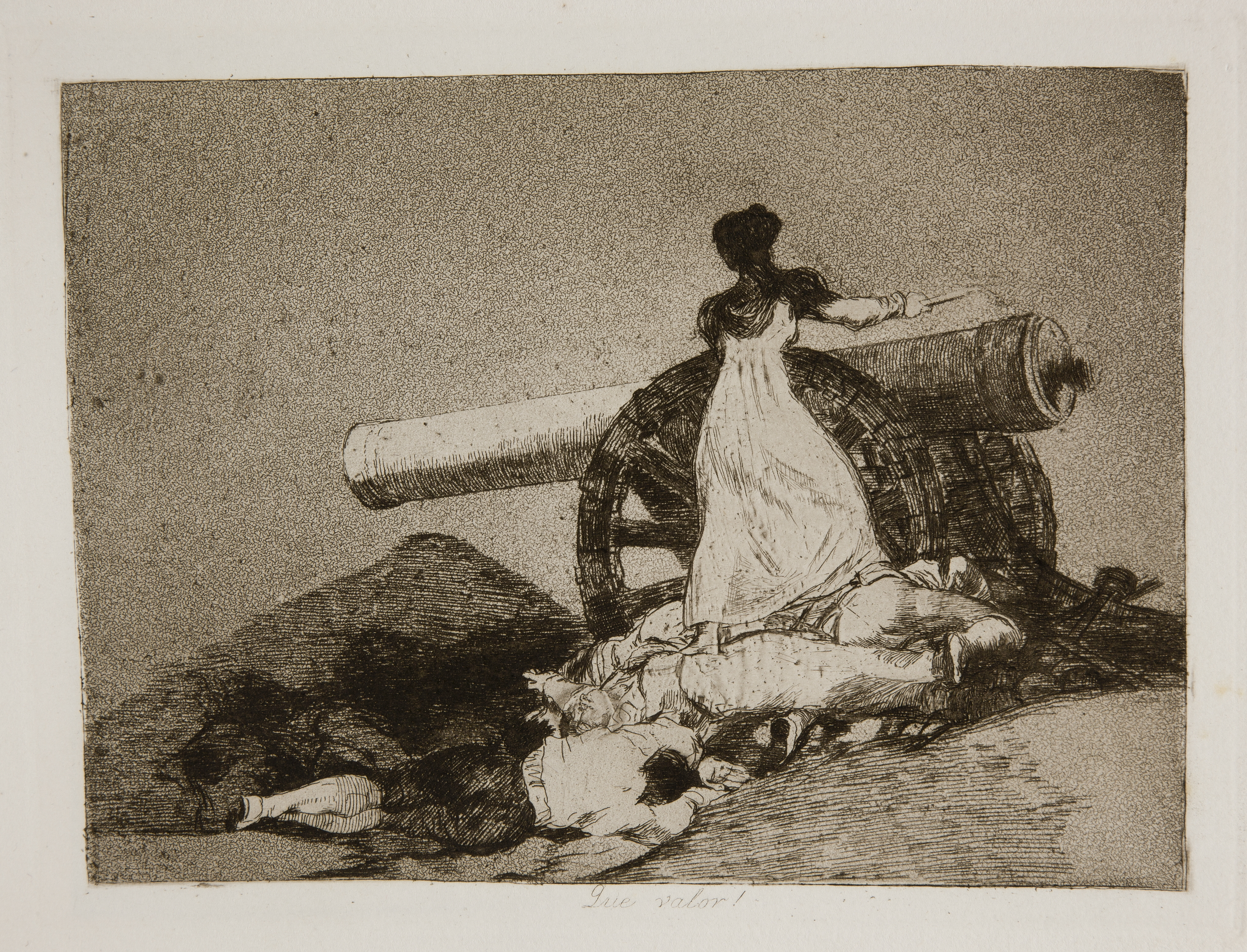
Co za odwaga! (Rycina nr 7) – Augustyna Aragońska odpala działo wspinając się na stos ciał.

### Głód
Druga grupa rycin (nr 48-64) obrazuje skutki epidemii głodu, która panowała w Madrycie od sierpnia 1811 do sierpnia 1812 roku, kiedy armia Wellingtona wyzwoliła miasto. Z głodu zmarło wtedy około 20 000 mieszkańców miasta. Goya przenosi swoje zainteresowanie z anonimowych scen wojennej masakry, które mogły się rozgrywać w każdym hiszpańskim regionie, na konkretną tragedię rozgrywającą się w stolicy. Głód był spowodowany przez wiele czynników; m.in. drogi do miasta były zablokowane zarówno przez francuskie oddziały, jak i hiszpańską partyzantkę i bandytów, co uniemożliwiało dostawy żywności.
Goya nie analizuje przyczyn, nie wskazuje także winnych tej tragedii. Skupia się na wpływie głodu na społeczeństwo. Mimo że przedstawione sceny opierały się na obserwacjach malarza zebranych w stolicy, żadna z nich nie wskazuje na konkretne wydarzenia. Nie można też zidentyfikować budynków i zlokalizować scen. Goya przedstawia ciemne masy martwych i ledwo żywych ciał, mężczyzn niosących martwe kobiety, pogrążone w żałobie dzieci opłakujące zmarłych rodziców. Według Roberta Hughsa rycina nr 50 pt. Nieszczęsna matka! jest najbardziej wymownym i przejmującym obrazem z tej grupy. Sugeruje, że przestrzeń pomiędzy łkającą dziewczynką i ciałem jej zmarłej matki wyraża istotę straty i sieroctwa. Ta grupa rycin została najprawdopodobniej ukończona na początku 1814 roku. Niedobór materiałów mógł być powodem częstszego stosowania akwatinty, Goya był także zmuszony używać uszkodzonych płytek lub ponownie używać starych, wypolerowanych.

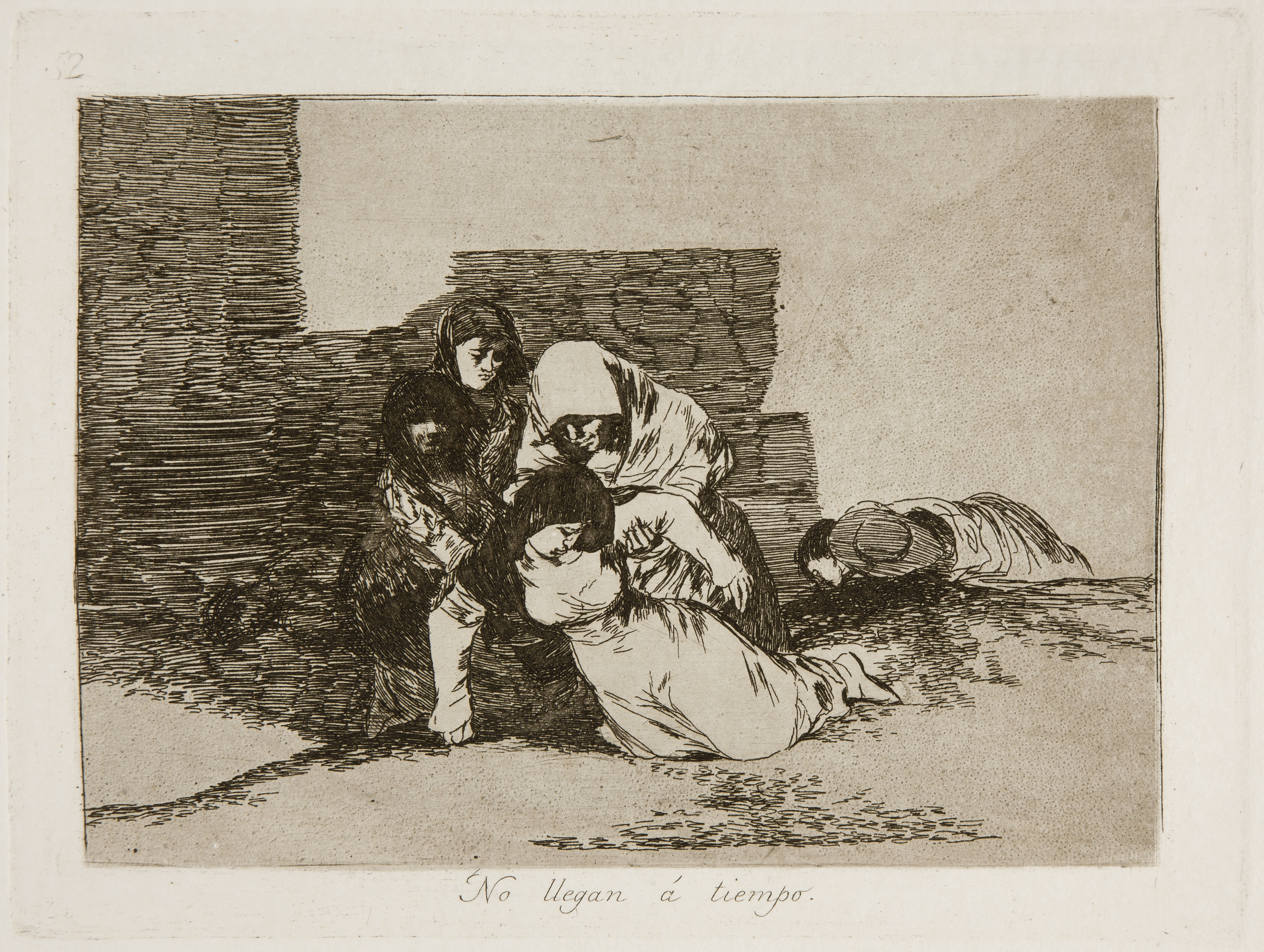
Nie zdążyły (Rycina nr 52) – skulone za ruinami budynku dwie kobiety, jedna z dzieckiem na ramieniu, chowają trzecią do grobu. W oddali widać ciało kolejnej martwej kobiety.
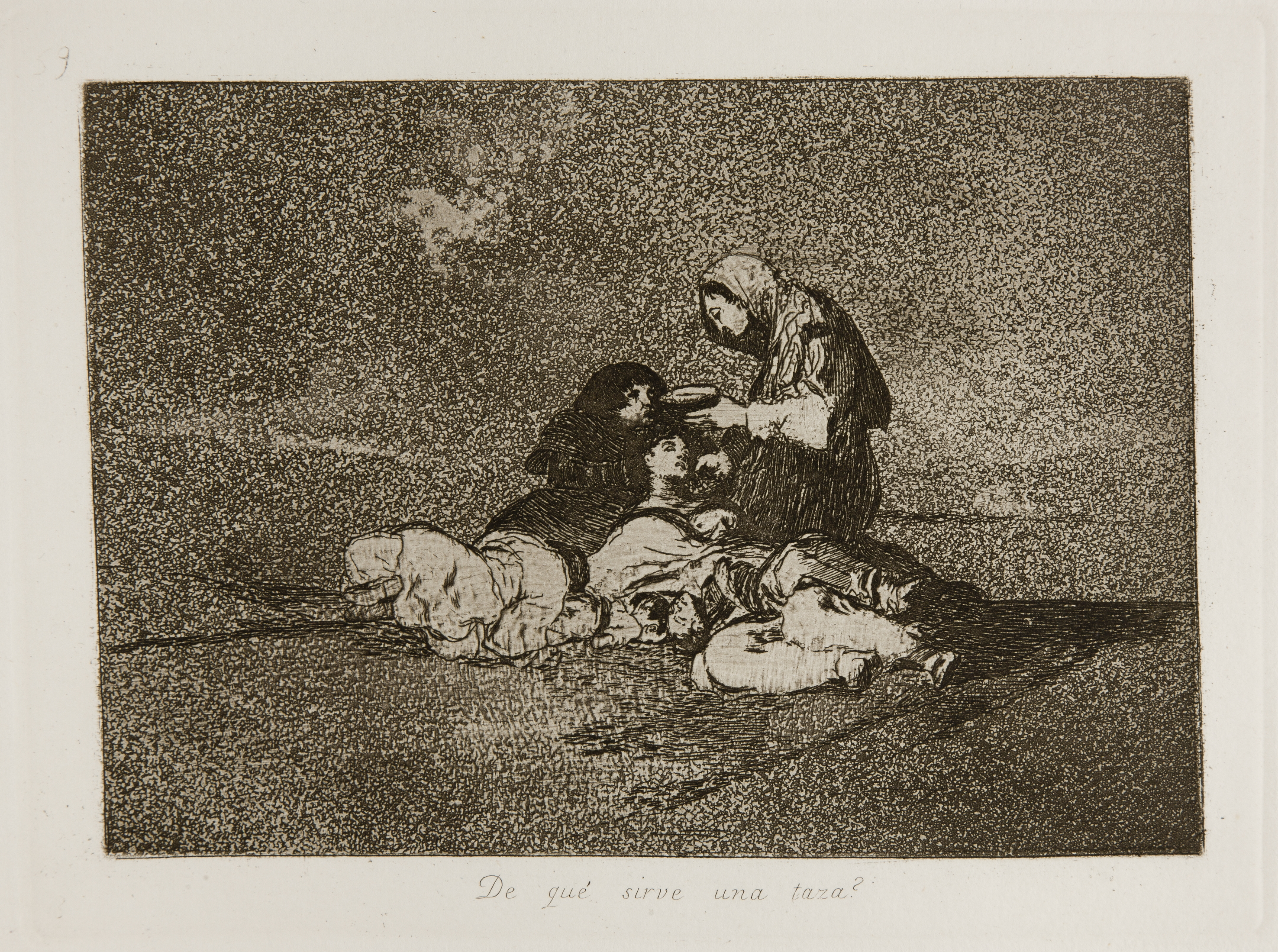
Czyż potrzebna filiżanka? (Rycina nr 59) – dwie głodujące kobiety leżą na ziemi, jedna z nich jest bliska śmierci. Trzecia kobieta podaje jej filiżankę.
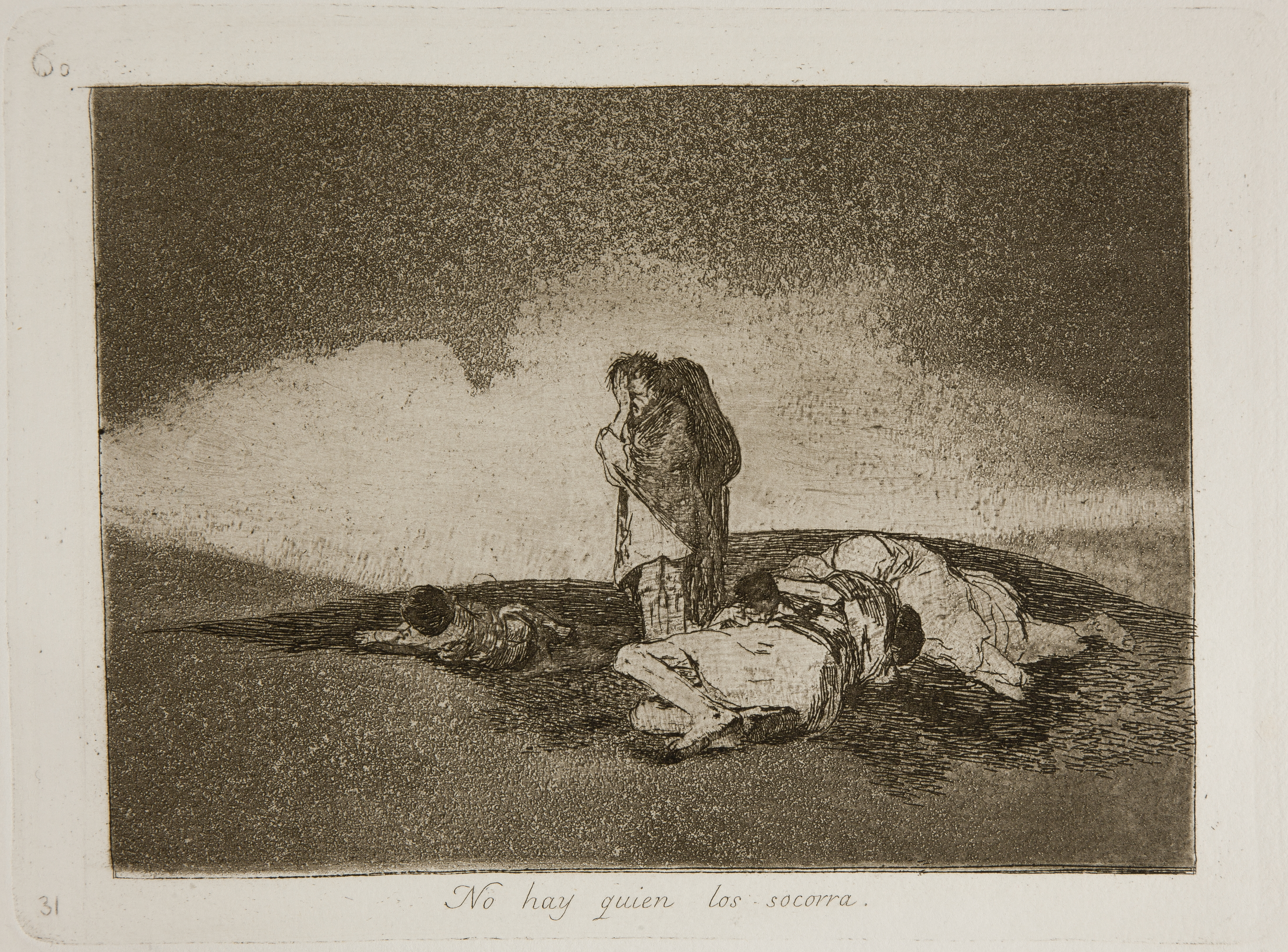
Nikt im nie pomoże (Rycina nr 60) – na zboczu leżą trzy martwe kobiety, stojąca postać płacze nad nimi z żalu.
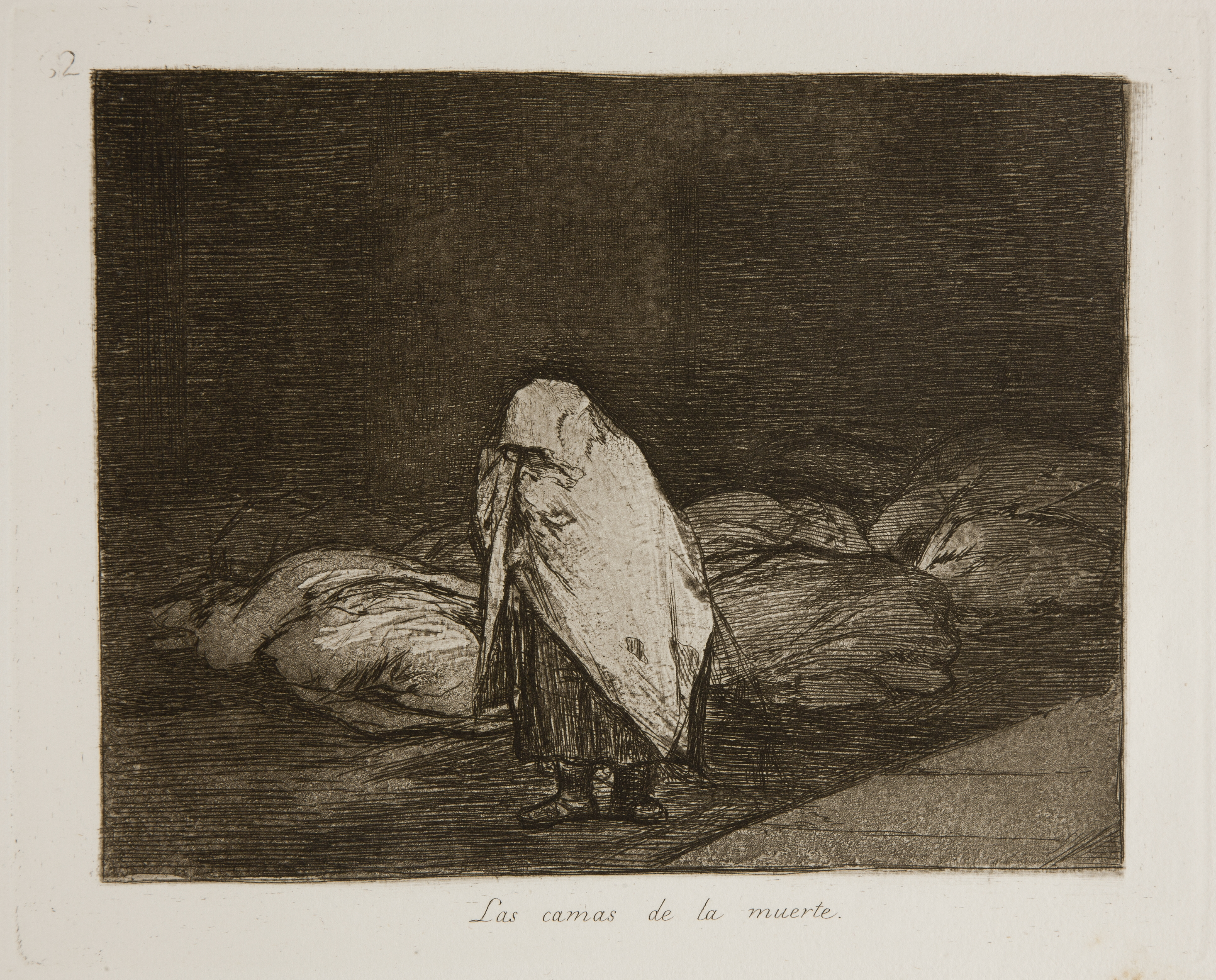
Łoża śmierci (Rycina nr 62) – kobieta przechodzi obok szeregu martwych ciał oczekujących na pochówek. Jej postać i twarz okrywa ochronny szal.

### Burbonowie i kościół
Ryciny od 65 do 82 zostały nazwane przez malarza „dosadnymi” („caprichos enfáticos”). Powstały w latach 1812–1820 – okresie, który obejmuje upadek Ferdynanda VII i jego powrót do władzy. Ryciny przedstawiają alegoryczne sceny stanowiące krytykę hiszpańskiej polityki powojennej, działalności inkwizycji oraz tortur stosowanych przez wymiar sprawiedliwości. Pomimo że w kraju zapanował pokój, przywrócona przez króla monarchia absolutna oznaczała nowy okres terroru i represji. Prześladowania były skierowane głównie przeciwko liberałom i zwolennikom konstytucji, do których należał Goya. Tytuł „fatalne konsekwencje”, który malarz nadał serii, jest dosadnym komentarzem do zaistniałej sytuacji. Robert Hughes nazwał tę serię „okropnościami pokoju”.
Sześć lat po powrocie Ferdynanda na tron w Hiszpanii wybuchła rewolta pod wodzą Rafaela del Riego, której celem było przywrócenie konstytucji z 1812 roku. W marcu 1823 roku król został zmuszony do przyjęcia postulatów del Riego, ale już we wrześniu, w wyniku francuskiej inwazji na Hiszpanię konstytucyjny rząd został usunięty. Ostatnie ryciny powstały w tym burzliwym okresie – już po przywróceniu konstytucji, ale przed wyjazdem Goi z Hiszpanii w maju 1824 roku. Zawierają zarówno optymistyczne, jak i cyniczne elementy, co sprawia, że trudno jednoznacznie odnieść je do konkretnych wydarzeń z tego okresu.
Wiele rycin z tej grupy tematycznej nawiązuje do prześmiewczego stylu z powstałych wcześniej Kaprysów. Rycina nr 75 pt. Sztuczki szarlatanów przedstawia duchownego z głową papugi, który przemawia do publiczności złożonej z osłów i małp. Spacerujący po linie papież z ryciny nr 77 został zmieniony na kardynała lub biskupa w wersji wydanej w 1863 roku. Niektóre ryciny przedstawiające zwierzęta wydają się czerpać z utworów Giovanniego Battisty Castiego takich jak „Mówiące zwierzęta” wydane w 1802 roku. Na rycinie nr 74 pt. To jest najgorsze! wilk będący personifikacją ministra, podpisuje się nazwiskiem Castiego pod cytatem z jego utworu. Rycina obarcza winą za okrucieństwa rządzących godzące się na tę sytuację ofiary.
Kilka rycin wyraża sceptycyzm wobec bałwochwalczego czczenia religijnych obrazów. W niektórych przypadkach wczesnochrześcijańska ikonografia, zwłaszcza figury i procesje, jest wyśmiewana i dyskredytowana. Rycina nr 67 I ta nie mniej ukazuje dwie figury (jedna z nich przedstawia dziewicę Marię – Virgen de la Soledad) niesione przez zgarbionych kleryków. Figura Marii jest niesiona w poziomej pozycji, wydaje się, że leży na plecach kleryków niemal ich przygniatając. Fakt, że nie jest niesiona pionowo ujmuje jej godności i triumfalnego charakteru, nadając jej wygląd zwykłego przedmiotu. Według krytyków sztuki Victora Stoichiţă i Anny Marii Coderch za pomocą tej ryciny Goya stwierdza, że wsparcie, którego kościół udzielił odradzającej się dynastii Burbonów było iluzoryczne, ponieważ zaproponował on jedynie adorację pustej formy.
Wydana seria Okropności wojny rozpoczyna się i kończy ryciną przestawiającą samotną, wewnętrznie rozdartą postać. Dwie ostatnie ryciny przedstawiają kobietę z wieńcem na głowie, która może być personifikacją Hiszpanii, prawdy lub hiszpańskiej konstytucji z 1812 roku. Na rycinie nr 79 pt. Prawda umarła, kobieca postać jest martwa. Na kolejne rycinie pt. Czy zmartwychwstanie? ta sama postać leży na plecach eksponując pierś, emanuje światłem, w którym nikną otaczające ją postaci mnichów i potworów. Na rycinie nr 82 Esto es lo verdadero ponownie obnażona postać leży przed wieśniakiem reprezentując pokój i dobrobyt.

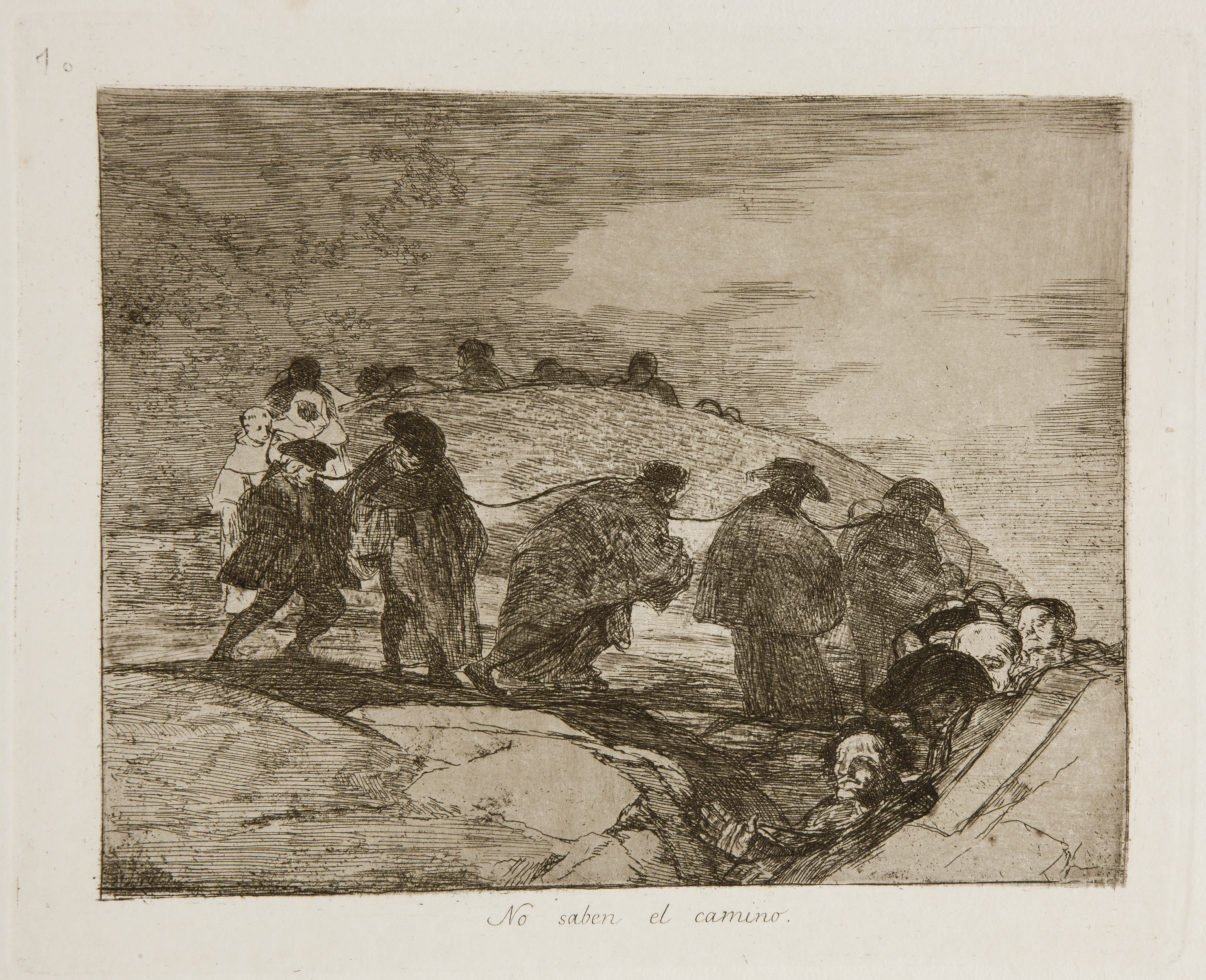
Nie znają drogi (Rycina nr 70)
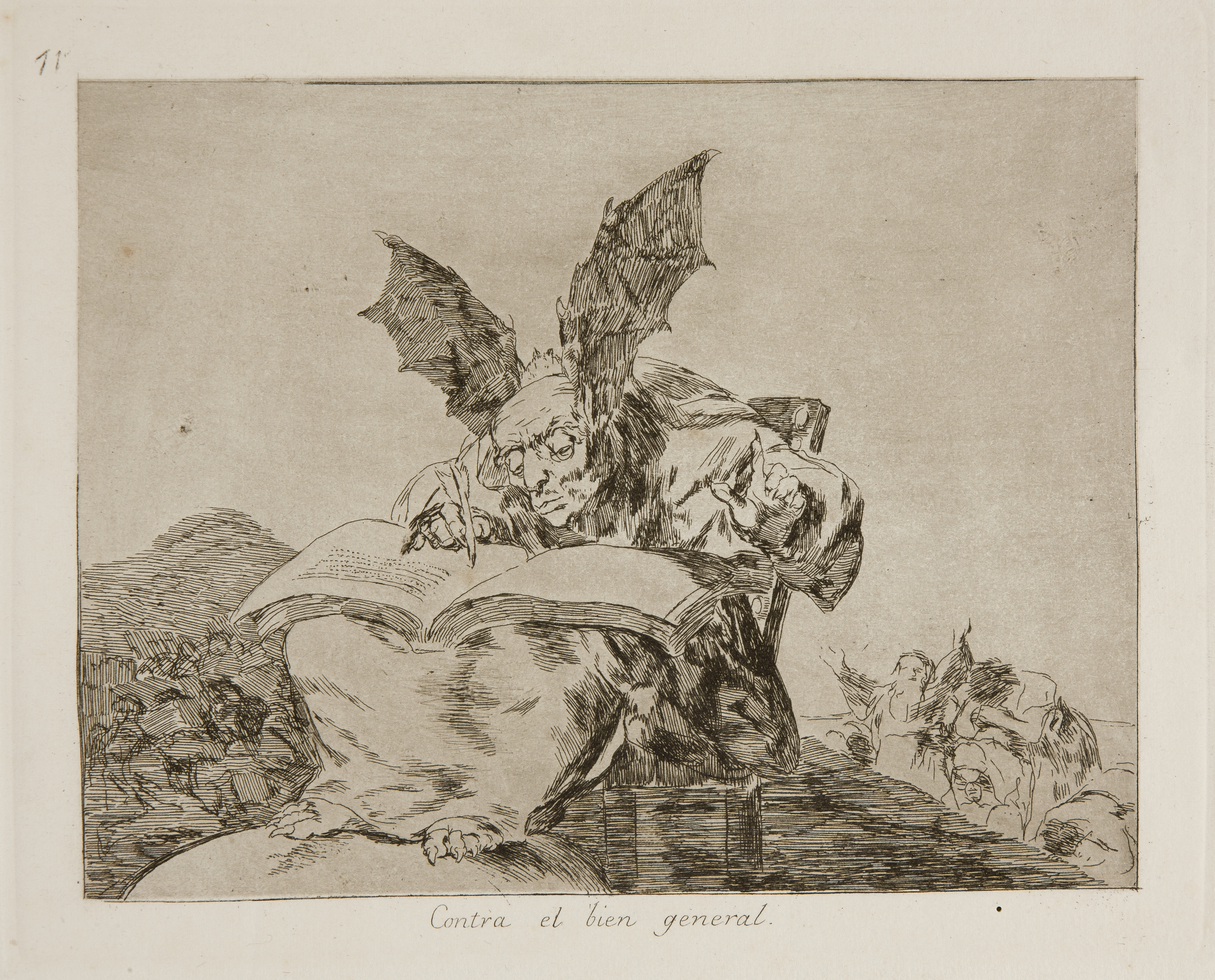
Przeciwko dobru publicznemu (Rycina nr 71)
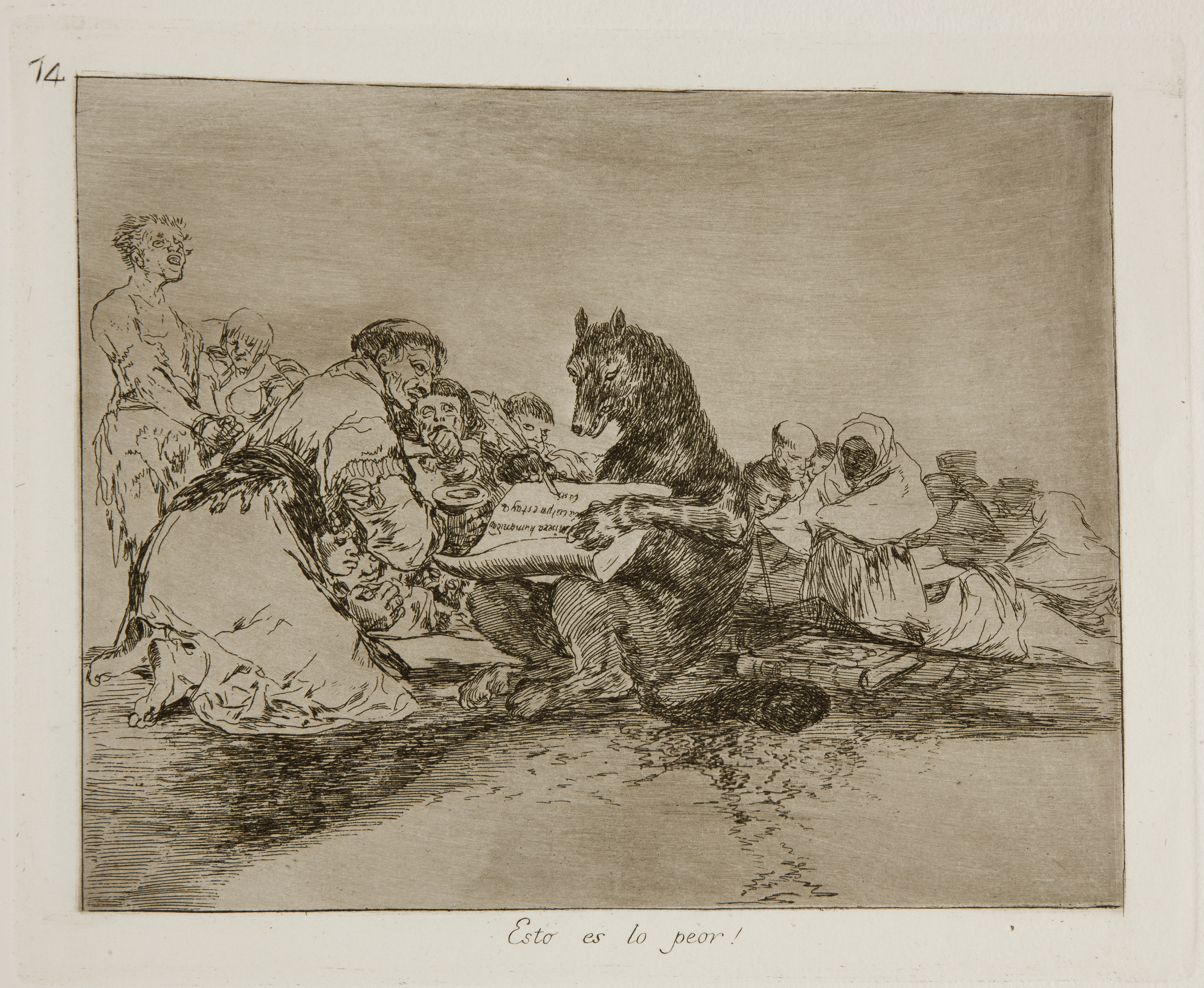
To jest najgorsze! (Rycina nr 74)
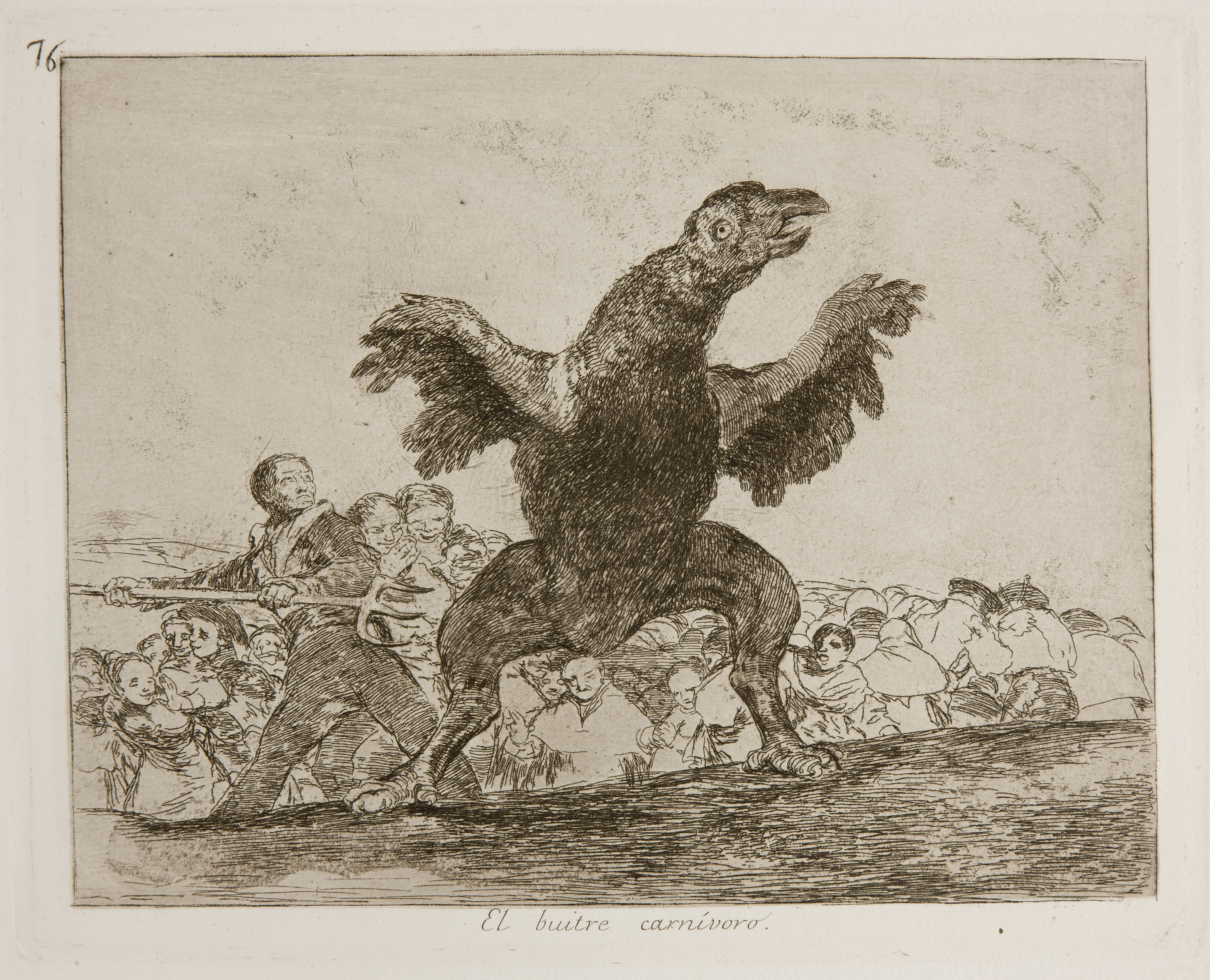
Mięsożerny sęp (Rycina nr 76)

## Publikacja
Ryciny nie zostały wydane za życia Goi, ale malarz sam wydrukował wiele indywidualnych próbek oraz dwa albumy, z których tylko jeden był kompletny. Zachowało się także wiele szkiców przygotowawczych do tej serii rycin. Większość z nich została wykonana sangwiną i opatrzona inną niż same ryciny numeracją. Najważniejsza kolekcja indywidualnych próbek została zakupiona w Hiszpanii przez szkockiego kolekcjonera sztuki baroneta Williama Stirlinga. Stirling kupił kolekcję od Valentina Carderery, który najprawdopodobniej uzyskał ją od wnuka Goi, Mariana. W 1951 album próbek został kupiony przez Museum of Fine Arts w Bostonie. Kolekcja zawiera unikatową niedokończoną rycinę z pierwszej grupy pt. Infame provecho. Cała kolekcja z muzeum w Bostonie składa się z 85 rycin, włączając 3 mniejsze prace pt. Więźniowie powstałe w 1811 roku, które nie należą do serii.
Goya podarował kompletny album próbek swojemu przyjacielowi Bermudezowi. Album zawiera stronę tytułową napisaną odręcznie przez malarza, jest podpisany w rogach stron, oraz zawiera numery i tytuły również naniesione przez Goyę. Znajdujące się tam tytuły rycin zostały skopiowane w pierwszym oficjalnym wydaniu w 1863 roku.
Syn Goi, Javier, był w posiadaniu 80 próbek, które przekazał Akademii św. Ferdynanda. Ryciny numer 81 i 82 trafiły do akademii w 1870 roku i zostały wydane dopiero w 1957.
Kolekcja odbitek należąca do rodziny Bermúdez została wypożyczona przez Akademię św. Ferdynanda, kiedy przygotowywano pierwsze wydanie rycin w 1863 roku. Oryginalne tytuły naniesione odręcznie przez Goyę na próbkach zostały wiernie wyryte na płytkach, łącznie z błędami w pisowni malarza. Jeden z tytułów został zmieniony z prawdopodobnie zbyt nihilistycznej wersji na Nic. To się okaże. Jedna płytka została „dopracowana”. W czasie druku użyto znacznie więcej tuszu w porównaniu do próbek Goi, miało to wpływ na natężenie koloru otrzymanych obrazów. Kolekcja rodziny Bermúdez jest unikatowa, gdyż ukazuje sposób w jaki Goya zamierzał wydrukować ryciny.
W sumie wydrukowano ponad 1000 odbitek:
- wydanie z 1863 roku – 80 rycin – 500 odbitek – dwóch rycin nie wydano, a ryciny Więźniowie ukazały się oddzielnie[30]
- wydanie z 1892 roku – 80 rycin – 100 odbitek[30]
- wydanie z 1903 roku – 100 odbitek
- wydanie z 1906 roku – 275 odbitek
- wydanie z 1937 roku[30]

Ostatnie ryciny wydrukowano w 1937 roku. Różniły się one jakością, zwłaszcza ostatnie edycje, gdzie nastąpiło zużycie akwatinty. Przed wydaniem z 1892 roku płytki były prawdopodobnie pokryte stalą w celu zapobieżenia dalszemu zużyciu. Wiele albumów zostało podzielonych i znajdują się w różnych muzealnych i prywatnych kolekcjach.
Możliwe, że Goya nie zdecydował się na wydanie Okropności wojny w obawie przed represjami ze strony króla Ferdynanda VII. Uważa się, że Goya zamierzał wydać pierwsze 56 rycin w 1814 roku, w okresie kilku miesięcy euforii i optymizmu, które zapanowały po zakończeniu wojny. Jednak 11 maja 1814 roku Ferdynand VII odrzucił konstytucję i potępił jej oświeceniowych zwolenników, co uniemożliwiło bezpieczną publikację rycin. Niektórzy historycy sztuki uważają, że Goya nie wydał rycin ponieważ podchodził sceptycznie do wykorzystywania sztuki do politycznych celów; uważał swoje prace za osobiste rozważania, których powstanie przyniosło mu ulgę. Licht uważa, że Goya nigdy nie zmierzał ich wydać za życia. Większość jednak jest zdania, że Goya czekał na możliwość wydrukowania rycin bez cenzury.
Tytuły i numery scen łączą niektóre ryciny ze sobą tworząc dłuższe grupy, nawet jeśli same sceny nie są ze sobą powiązane. Przykładem mogą być ryciny nr 2-5 (Słusznie czy niesłusznie?, Kobiety dodają odwagi, I są jak dzikie bestie, Dobrze ci tak), a także grupa 9-11 (Nie chcą, Tego też nie, Za nic w świecie). Inne ryciny przedstawiają sceny z tego samego wydarzenia lub historii: nr 46 To jest złe i nr 47 Tak się stało, na których widać mnicha zamordowanego przez rabujących kościoły Francuzów. Jest to rzadki u Goi wyraz współczucia dla kleru, przedstawianego zwykle po stronie odpowiedzialnych za krzywdy ciemiężycieli.

## Technika i styl
Goya zerwał z obowiązującymi malarskimi tradycjami. Odrzucił pompatyczne przedstawienia heroizmu z poprzednich hiszpańskich konfliktów, aby pokazać skutki wojny dla jednostki. Porzucił także kolor na rzecz cienia i szarości.

## Wpływ na sztukę
Pomimo że Okropności wojny stanowią ważne dzieło sztuki o charakterze antywojennym, przez dłuższy czas pozostawały nieznane. Dopiero po pierwszym oficjalnym wydaniu w 1863 roku udało im się dotrzeć do szerszej publiczności. Różne interpretacje, które się wtedy pojawiły odzwierciedlały specyficzną wrażliwość swojej epoki. Na początku XIX wieku Goya był widziany jako artysta preromantyczny, a przedstawione na rycinach okaleczone ciała stały się inspiracją dla Théodore’a Géricaulta widoczną m.in. w jego dziele pt. Tratwa Meduzy.
Luis Buñuel identyfikował się z typowym dla Goi poczuciem absurdu, odnosił się do prac malarza w swoich filmach takich jak Złoty wiek (przy którym współpracował także Salvador Dalí) oraz Anioł zagłady. Wpływ Okropności wojny jest wyjątkowo czytelny na obrazie Dalego pt. Miękka konstrukcja z gotowaną fasolką – przeczucie wojny domowej powstałym w 1936 roku w odpowiedzi na wydarzenia, które doprowadziły do wojny domowej w Hiszpanii. Obecne na jego obrazie zniekształcone kończyny, agonizujący wyraz twarzy, złowieszcze chmury i uczucie brutalnego stłumienia przywołują na myśl rycinę nr 39 pt. Wielki wyczyn! Z trupami! na której widać okaleczone ciała na tle jałowego pejzażu.
W 1993 roku bracia Jake i Dinos Chapman z ruchu Young British Artists stworzyli 82 miniaturowe figurki inspirowane scenami z rycin Okropności wojny. Ich prace zyskały szerokie uznanie i zostały zakupione przez Tate Gallery w tym samym roku. Przez wiele lat ryciny Goi stanowiły źródło inspiracji dla braci Chapman. Stworzyli oni wiele wariacji opartych na rycinie nr 39 Wielki wyczyn! Z trupami!. W 2003 roku wystawili zmodyfikowaną wersję serii Okropności wojny. Zakupili kompletną serię rycin wydaną w 1937 roku jako protest przeciwko faszystowskiemu bestialstwu hiszpańskiej wojny domowej. Na rycinach dorysowali i wkleili demoniczne klauny oraz głowy szczeniaków. Bracia Chapman interpretowali swoje prace łącząc temat rzekomego wprowadzenia idei oświecenia do XIX-wiecznej Hiszpanii przez Napoleona z rzekomym wprowadzeniem demokracji na Bliskim Wschodzie przez Tony’ego Blaira i George’a W. Busha.

## Lista rycin
Lista rycin według drugiego, kompletnego wydania z 1892 roku:

1. Smutne przeczucie tego, co nastąpi – akwaforta, miedzioryt, sucha igła, 17,6 × 21,71 mm
2. Słusznie czy niesłusznie? – akwaforta, akwatinta, miedzioryt, sucha igła, 15,4 × 20,6 mm
3. To samo – akwaforta, akwatinta, miedzioryt, sucha igła, 16,0 × 22,0 mm
4. Kobiety dodają odwagi – akwaforta, akwatinta, sucha igła, 15,5 × 20,5 mm
5. I są jak dzikie bestie – akwaforta, akwatinta, sucha igła, 15,2 × 20,4 mm
6. Dobrze ci tak – akwaforta, akwatinta, miedzioryt, 14,1 × 20,7 mm
7. Co za odwaga! – akwaforta, akwatinta, miedzioryt, sucha igła, 15,5 × 20,7 mm
8. Zawsze się zdarza – akwaforta, sucha igła, 17,5 × 21,7 mm
9. Nie chcą – akwaforta, akwatinta, miedzioryt, sucha igła, 15,5 × 20,7 mm
10. Tego też nie – akwaforta, miedzioryt, 15,0 × 21,5 mm
11. Za nic w świecie – akwaforta, akwatinta, miedzioryt, sucha igła, 16,0 × 21,0 mm
12. Po to się urodziłeś – akwaforta, akwatinta, miedzioryt, sucha igła, 16,0 × 23,5 mm
13. Gorzko być obecnym – akwaforta, akwatinta, miedzioryt, sucha igła, 14,3 × 16,9 mm
14. Ciężki jest ten krok! – akwaforta, akwatinta, miedzioryt, sucha igła, 14,3 × 16,6 mm
15. Nie ma rady – akwaforta, akwatinta, miedzioryt, sucha igła, 14,1 × 16,8 mm
16. Korzystają z okazji – akwaforta, akwatinta, miedzioryt, sucha igła, 16,0 × 23,5 mm
17. Nie zgadzają się – akwaforta, miedzioryt, sucha igła, 14,5 × 21,6 mm
18. Pogrzebać ich i milczeć – akwaforta, akwatinta, miedzioryt, sucha igła, 16,0 × 23,5 mm
19. Już nie ma czasu – akwaforta, akwatinta, miedzioryt, sucha igła, 16,5 × 23,8 mm
20. Opatrzeć ich i dalej – akwaforta, akwatinta, miedzioryt, 16,0 × 23,5 mm
21. Będzie tak samo – akwaforta, akwatinta, 14,5 × 21,6 mm
22. Jeszcze gorzej – akwaforta, akwatinta, miedzioryt, 16,0 × 25,0 mm
23. Wszędzie to samo – akwaforta, akwatinta, miedzioryt, sucha igła, 16,0 × 23,6 mm
24. Mogą się jeszcze przydać – akwaforta, 16,0 × 25,5 mm
25. Te także – akwaforta, miedzioryt, sucha igła, 16,0 × 23,5 mm
26. Nie można na to patrzeć – akwaforta, akwatinta, miedzioryt, sucha igła, 14,3 × 20,5 mm
27. Miłosierdzie – akwaforta, akwatinta, miedzioryt, sucha igła, 16,0 × 23,5 mm
28. Motłoch – akwaforta, akwatinta, miedzioryt, sucha igła, 17,2 × 21,7 mm
29. Zasłużył na to – akwaforta, miedzioryt, sucha igła, 17,5 × 21,5 mm
30. Zniszczenia wojenne – akwaforta, miedzioryt, sucha igła, 14,2 × 16,6 mm
31. Twarda sztuka! – akwaforta, akwatinta, sucha igła, 15,5 × 20,5 mm
32. Za co? – akwaforta, akwatinta, miedzioryt, sucha igła, 15,0 × 20,5 mm
33. Czy można zrobić więcej? – akwaforta, akwatinta, miedzioryt, sucha igła, 15,5 × 20,7 mm
34. Z powodu nożyka – akwaforta, miedzioryt, sucha igła, 15,5 × 20,5 mm
35. Nie wiadomo za co – akwaforta, akwatinta, miedzioryt, sucha igła, 15,5 × 20,5 mm
36. Ani to – akwaforta, akwatinta, miedzioryt, sucha igła, 15,5 × 20,6 mm
37. To jest gorsze – akwaforta, akwatinta, sucha igła, 15,5 × 20,5 mm
38. Barbarzyńcy! – akwaforta, akwatinta, miedzioryt, 15,2 × 20,5 mm
39. Wielki wyczyn! Z trupami! – akwaforta, akwatinta, sucha igła, 15,5 × 20,5 mm
40. Coś z tego ma – akwaforta, miedzioryt, sucha igła, 17,5 × 22,0 mm
41. Uciekają przez płomienie – akwaforta, miedzioryt, 16,0 × 23,5 mm
42. Wszystko przewrócone do góry nogami – akwaforta, miedzioryt, 17,5 × 21,6 mm
43. To także – akwaforta, akwatinta, 15,5 × 20,5 mm
44. Widziałem to – akwaforta, miedzioryt, sucha igła, 15,9 × 23,5 mm
45. I to także – akwaforta, akwatinta, miedzioryt, sucha igła, 16,5 × 22,0 mm
46. To jest złe – akwaforta, akwatinta, miedzioryt, sucha igła, 15,0 × 20,5 mm
47. Tak się stało – akwaforta, akwatinta, miedzioryt, sucha igła, 15,5 × 20,3 mm
48. Okrutna litość! – akwaforta, akwatinta, miedzioryt, 15,1 × 20,5 mm
49. Miłosierdzie kobiety – akwaforta, akwatinta, miedzioryt, 15,3 × 20,5 mm
50. Nieszczęsna matka! – akwaforta, akwatinta, sucha igła, 15,2 × 20,2 mm
51. Dzięki prosu – akwaforta, akwatinta, 15,2 × 20,5 mm
52. Nie zdążyły – akwaforta, 15,2 × 20,5 mm
53. Nie było na to rady – wyzionął ducha – akwaforta, akwatinta, miedzioryt, 15,2 × 20,5 mm
54. Daremne błagania – akwaforta, akwatinta, miedzioryt, 15,2 × 20,5 mm
55. Najgorzej jest żebrać – akwaforta, akwatinta, 15,2 × 20,5 mm
56. Na cmentarz – akwaforta, akwatinta, sucha igła, 15,2 × 20,5 mm
57. Zdrowi i chorzy – akwaforta, akwatinta, miedzioryt, 15,2 × 20,5 mm
58. Nie ma co krzyczeć – akwaforta, akwatinta, miedzioryt, 15,2 × 21,0 mm
59. Czyż potrzebna filiżanka? – akwaforta, akwatinta, 15,1 × 20,0 mm
60. Nikt im nie pomoże – akwaforta, akwatinta, miedzioryt, 15,2 × 20,5 mm
61. Oni są z innej gliny – akwaforta, akwatinta, miedzioryt, sucha igła, 15,2 × 20,7 mm
62. Łoża śmierci – akwaforta, akwatinta, miedzioryt, sucha igła, 17,2 × 21,8 mm
63. Żniwo śmierci – akwaforta, akwatinta, 15,0 × 20,0 mm
64. Ładunek dla cmentarza – akwaforta, akwatinta, miedzioryt, sucha igła, 15,2 × 20,5 mm
65. Co to za wrzawa? – akwaforta, akwatinta, miedzioryt, 17,5 × 22,0 mm
66. Dziwna pobożność! – akwaforta, akwatinta, 17,1 × 21,6 mm
67. I ta nie mniej – akwaforta, akwatinta, miedzioryt, sucha igła, 17,3 × 21,4 mm
68. Co za szaleństwo! – akwaforta, akwatinta, miedzioryt, 16,0 × 21,7 mm
69. Nic. To się okaże – akwaforta, akwatinta, miedzioryt, sucha igła, 15,2 × 19,5 mm
70. Nie znają drogi – akwaforta, miedzioryt, sucha igła, 17,5 × 21,5 mm
71. Przeciwko dobru publicznemu – akwaforta, 17,5 × 21,1 mm
72. Następstwa – akwaforta, 17,5 × 21,3 mm
73. Kocia pantomima – akwaforta, miedzioryt, 17,5 × 21,5 mm
74. To jest najgorsze! – akwaforta, 18,0 × 21,6 mm
75. Sztuczki szarlatanów – akwaforta, akwatinta, miedzioryt, sucha igła, 17,5 × 21,8 mm
76. Mięsożerny sęp – akwaforta, miedzioryt, sucha igła(?), 17,5 × 22,0 mm
77. Bo się zerwie lina – akwaforta, akwatinta, sucha igła, 17,5 × 21,5 mm
78. Dobrze się broni – akwaforta, miedzioryt, sucha igła, 17,5 × 21,5 mm
79. Prawda umarła – akwaforta, 17,2 × 21,5 mm
80. Czy zmartwychwstanie? – akwaforta, 17,2 × 21,2 mm

Dodatkowe ryciny:
81. Fiero monstruo! – akwaforta, sucha igła, rylec 17,5 × 21,6 mm

82. Esto es lo verdadero – akwaforta, akwatinta, sucha igła, rylec, gładzik 17,7 × 21,7 mm

Infame provecho (niedkończona) – rysunek sangwiną 17,9 × 23,4 mm